# The Message (canção de Grandmaster Flash and the Furious Five)
The Message é uma canção do grupo de hip hop estadunidense Grandmaster Flash and the Furious Five. Foi lançada como single pela Sugar Hill Records em 1º de julho de 1982, e mais tarde foi apresentado no primeiro álbum de estúdio do grupo com o mesmo nome. Em 2012, a canção foi eleita pela revista Rolling Stone como a "melhor canção de hip hop de todos os tempos". Além disso, de acordo com o site agregador de listas "Acclaimed Music", é a 24ª canção mais aclamada pelos críticos de todos os tempos.
"The Message" foi uma das primeiras canções proeminentes do hip hop para fornecer comentários sociais. A letra da música descreve o estresse da pobreza no centro da cidade. Nos versos finais, uma criança nascida no gueto sem perspectivas de vida é atraída para uma vida de crime, pela qual é presa até cometer suicídio em sua cela.[3] A música termina com uma breve esquete em que os membros da banda são presos sem motivo aparente.
"The Message" levou o rap das festas caseiras de sua origem para as plataformas sociais posteriormente desenvolvidas por grupos como Public Enemy e KRS-One. Melle Mel disse em entrevista à NPR: "Nosso grupo, como Grandmaster Flash and the Furious Five, na verdade não queríamos gravar "The Message" porque estávamos acostumados a fazer raps de festa e nos gabar de como somos bons e tudo mais."
A canção foi escrita pela primeira vez em 1980 por Duke Bootee e Melle Mel, em resposta à greve de trânsito de Nova York em 1980, que é mencionada na letra da canção. A frase "A child is born with no state of mind, blind to the ways of mankind" ("Uma criança nasce sem estado de espírito, cega para os caminhos da humanidade") foi retirada do início do Grandmaster Flash e da faixa "Superrappin '" Furious Five no selo Enjoy.

## Música e Estrutura
Dan Carins, do The Sunday Times, descreveu a inovação musical de "The Message": "Onde foi indiscutivelmente inovador, foi em desacelerar a batida e abrir espaço na instrumentação - a música não é tanto hip-hop como noir, funk lento de pesadelo, sufocante e claustrofóbico, com electro, dub e disco também disputando espaço na mistura de gênero - e, assim, deixando as letras falarem alto e claro". A música não apenas utiliza uma mistura engenhosa de gêneros musicais com grande efeito, mas também permite que a batida lenta e pulsante fique em segundo plano em relação ao conteúdo lírico rígido e assombroso.

## Recepção critica
Além de ser amplamente considerado um hino do rap de todos os tempos, "The Message" foi creditado por muitos críticos como a música que catapultou os MCs do cenário para a vanguarda do hip hop. O foco foi então mudado do grande mestre mixando e arranhando para os pensamentos e letras do mestre de cerimônias. David Hickley escreveu em 2004 que "The Message" também cristalizou uma mudança crítica dentro do próprio rap. Ele confirmou que os MCs, ou rappers, haviam ultrapassado os DJs como as estrelas da música". Mark Beaumont escreveu que com essa música, "os grooves revigorantes desse hit do rap lançaram as bases para as [...] guerras do hip-hop que viriam"

### Prêmios e Honrarias
A canção foi classificada como a "Faixa do Ano" em 1982 pela NME.
A Rolling Stone classificou "The Message" em 51º lugar em sua lista das 500 melhores canções de todos os tempos (9 de dezembro de 2004). Teve a posição mais alta em qualquer lançamento dos anos 1980 e foi a música de hip-hop com a classificação mais alta na lista.
Em 2012, foi eleita a melhor música de hip-hop de todos os tempos.
Foi votado em 3º lugar no Top 100 de canções de rap do About.com, depois de "I Used to Love H.E.R." e "Rapper's Delight" do The Sugarhill Gang.
Em 2002, seu primeiro ano de arquivamento, foi uma das 50 gravações escolhidas pela Biblioteca do Congresso para ser adicionada ao National Recording Registry, a primeira gravação de hip hop a receber esta honra.
"The Message" ficou em 5º lugar nas 100 melhores canções de hip hop do VH1.
"The Message" é o número 1 no Top 100 Hip Hop Songs of the 1980 do HipHopGoldenAge".
Em 2022, foi incluída na lista "A história da NME em 70 (principalmente) canções seminais", no número 20.

## Usos na cultura popular
A faixa rítmica foi sampleada em várias canções de hip hop, incluindo a canção de comédia de Sinbad de 1990 "Brain Damaged", o remix para a canção de 1993 "Check Yo Self" de Ice Cube, a canção de 1997 "Can't Nobody Hold Me Down" de Puff Daddy, a música de 2011 "Teen Pregnancy" de Blank Banshee e a música de 2022 "Players" de Coi Leray.
Uma linha da música foi amostrada em "Movement in Still Life" de BT, a faixa-título de seu álbum de 1999, Movement in Still Life.
Em 2007, o 25º aniversário de "The Message", Melle Mel mudou a grafia de seu primeiro nome para Mele Mel e lançou "M3 - The New Message" como o primeiro single de seu primeiro álbum solo, Muscles. 2007 também foi o ano em que Grandmaster Flash and the Furious Five se tornou o primeiro ato de hip-hop a ser introduzido no Hall da Fama do Rock and Roll.
Uma tradução/adaptação sueca da canção, "Budskapet", foi lançada por Timbuktu em maio de 2013, após os tumultos em Husby e outros subúrbios de Estocolmo.
Uma referência à letra foi incluída na música Cabinet Battle #1 do musical Hamilton de 2015.

## Desempenho nas Paradas Musicais
| Parada Musical (1982–83)      | Desempenho |
| ----------------------------- | ---------- |
| (Kent Music Report)           | 21         |
| Áustria (Ö3 Austria Top 75)   | 9          |
| Dutch Singles Chart           | 10         |
| (IFOP)                        | 87         |
| New Zealand Singles Chart     | 2          |
| Swiss Singles Chart           | 11         |
| UK Singles Chart              | 8          |
| Billboard Hot 100             | 62         |
| Billboard Hot Black Singles   | 4          |
| Billboard Hot Dance Club Play | 12         |

| Parada Musical (1983) | Desempenho |
| --------------------- | ---------- |
| (Kent Music Report)   | 85         |

## Remixes
- "The Message '95" (Die Fantastischen Vier Remix) (1995, East West Records)[28]
- "The Message" – 1997, Deepbeats Records (DEEPCD001)[29]